# Hayk Ishkhanyan
Hayk Ishkhanyan (sinh 24 tháng 6 năm 1989 ở Yerevan) là một cầu thủ bóng đá Armenia thi đấu ở vị trí hậu vệ cho Shirak và đội tuyển quốc gia Armenia.

## Thống kê sự nghiệp

### Quốc tế
| Đội tuyển quốc gia Armenia | Đội tuyển quốc gia Armenia | Đội tuyển quốc gia Armenia |
| Năm                        | Trận                       | Bàn thắng                  |
| -------------------------- | -------------------------- | -------------------------- |
| 2017                       | 2                          | 1                          |
| 2018                       | 4                          | 0                          |
| 2019                       | 5                          | 0                          |
| 2020                       | 1                          | 0                          |
| Tổng                       | 12                         | 1                          |

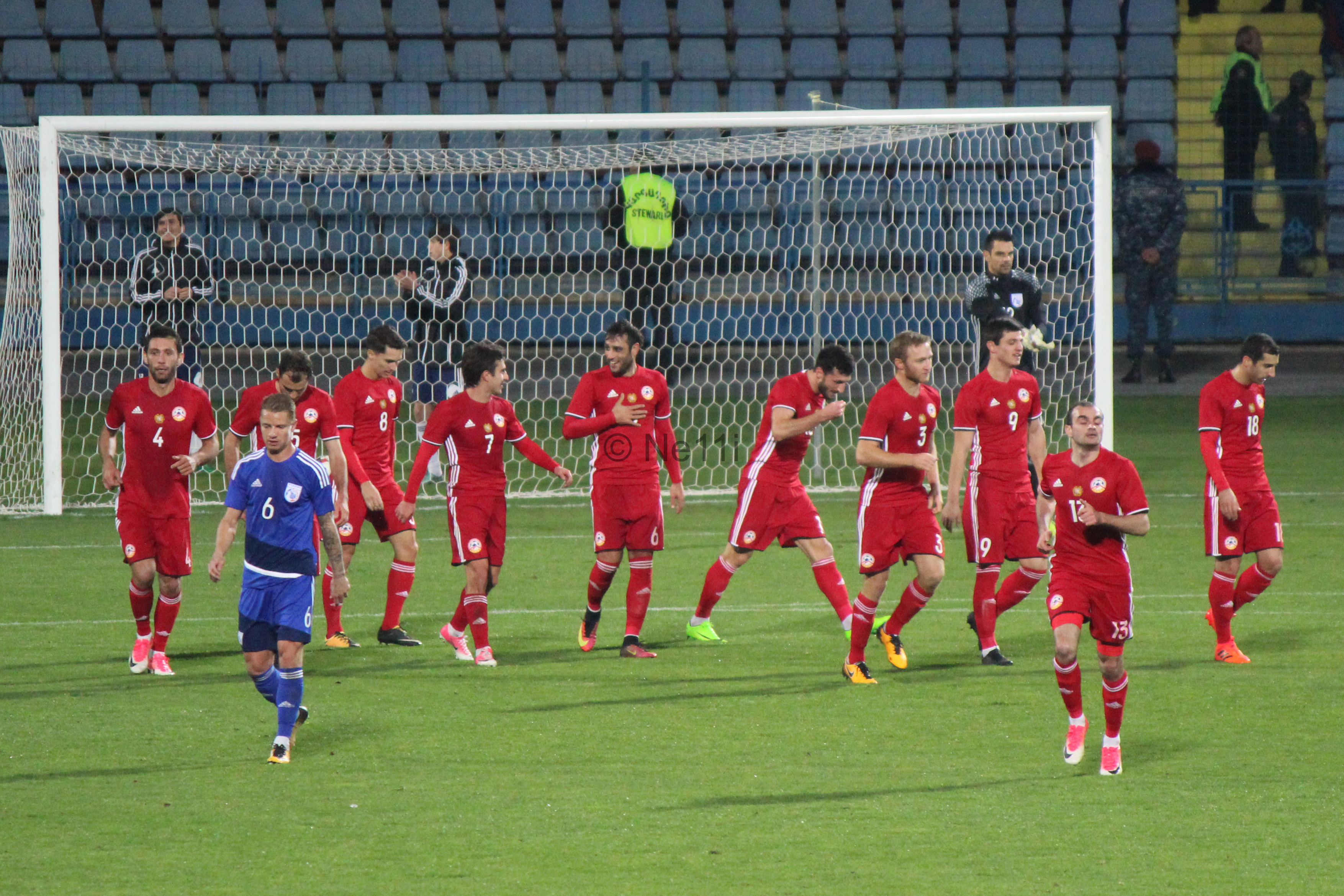
Ishkhanyan ăn mừng với bàn thắng đầu tiên cho Armenia.

Thống kê chính xác tính đến trận đấu diễn ra ngày 18 tháng 11 năm 2020

### Bàn thắng quốc tế
Tính đến 13 tháng 11 năm 2017
| #  | Ngày                 | Địa điểm                                       | Đối thủ | Tỉ số | Kết quả | Giải đấu |
| -- | -------------------- | ---------------------------------------------- | ------- | ----- | ------- | -------- |
| 1. | 13 tháng 11 năm 2017 | Sân vận động Vazgen Sargsyan, Yerevan, Armenia | Síp     | 1–0   | 3–2     | Giao hữu |